# Reichsverweser 1848/1849

Archiduque Juan de Austria como Reichsverweser, 1848

En 1848/49, Reichsverweser (regente imperial) fue el título del jefe de la autoridad central provisional (Provisorischen Zentralgewalt), el primer gobierno pangermánico. Durante un período de transición, el Reichsverweser, una oficina que se remonta a los vicarios imperiales en el Sacro Imperio Romano Germánico, iba a actuar como una especie de monarca sustituto en la función que le correspondía al príncipe en una monarquía constitucional. Según la Ley de los Poderes Centrales del 28 de junio de 1848 los ministros del Reich; Reichsverweser y Reichsminister juntos formaron la autoridad central.
El único Reichsverwesser de Alemania en 1848 era el archiduque Juan de Austria, tío del emperador de Austria. Los ministros designados por Juan estuvieron en el cargo casi hasta el final de la Asamblea Nacional (mayo/junio de 1949) esencialmente los delegados sindicales de la Asamblea Nacional. Solo los dos últimos gabinetes fueron gabinetes minoritarios sin respaldo parlamentario. El 20 de diciembre de 1849 el gobierno del Reich finalizó, cuando Juan transfirió los poderes de la autoridad central a una comisión federal central (Bundeszentralkommission).

## Elección del regente

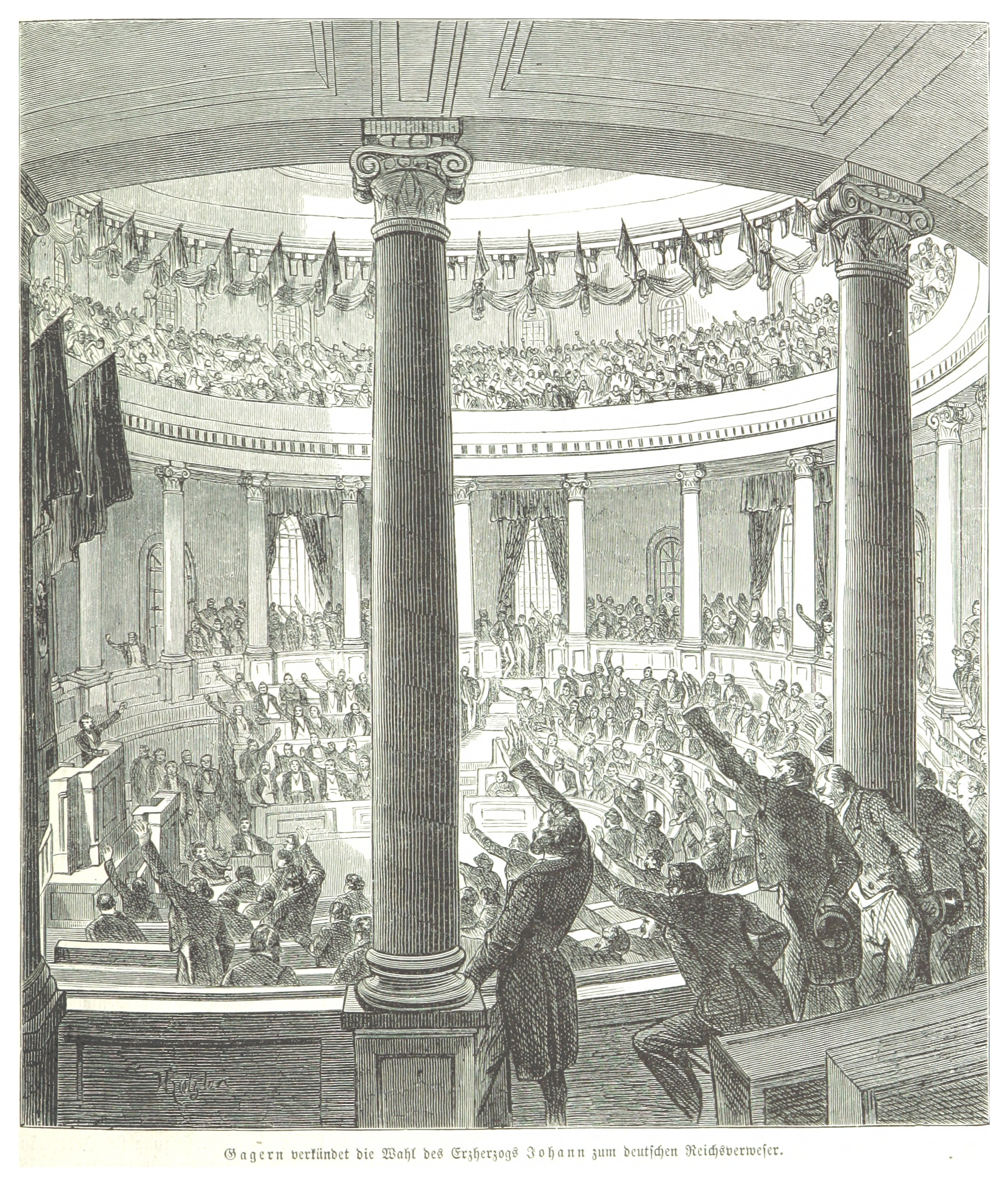
28 de junio de 1848: el archiduque Juan es elegido regente.

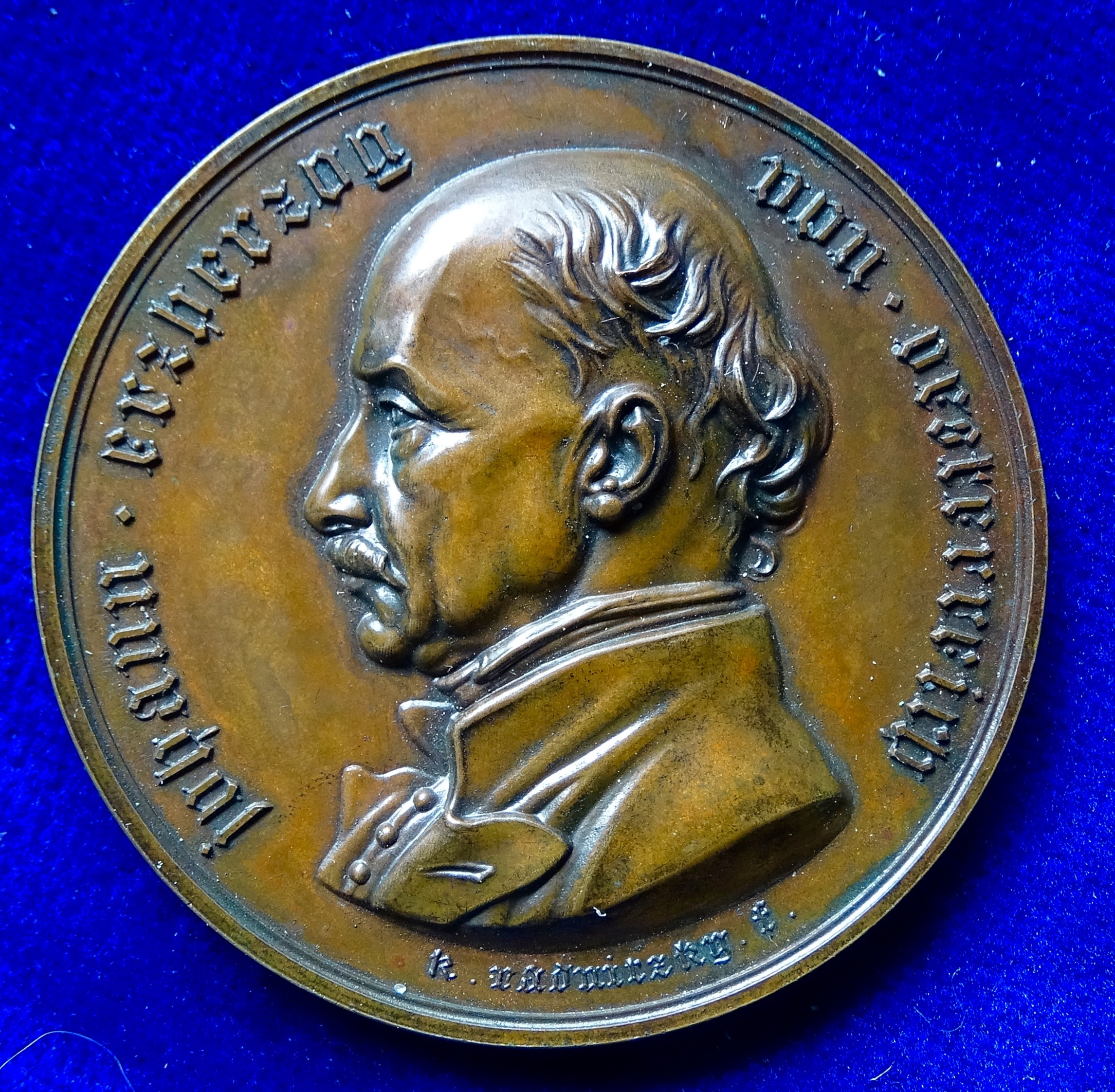
Archiduque Juan de Austria en su elección como Regente por el Parlamento de Fráncfort en 1848

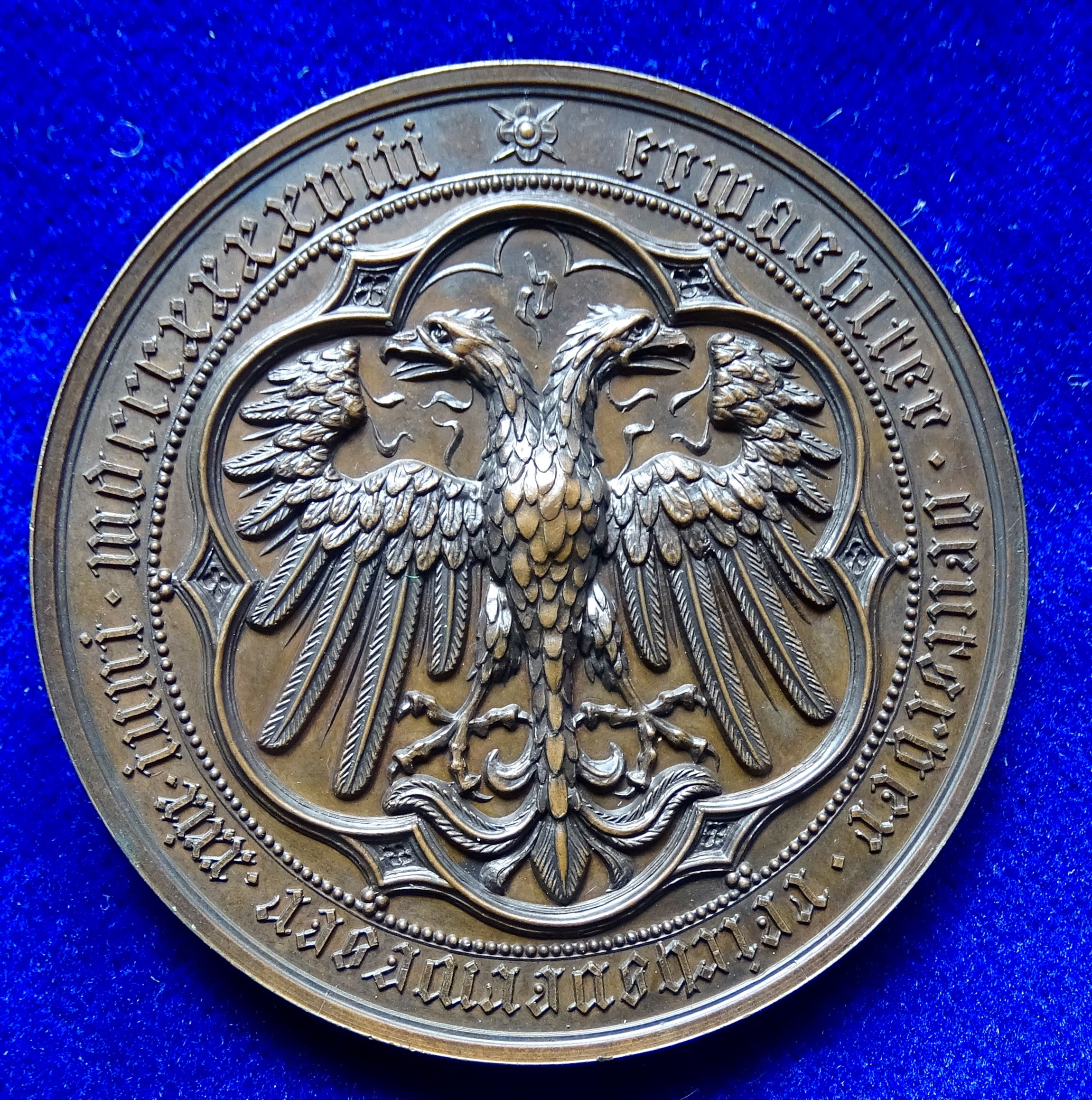
Archiduque Juan de Austria en 1848 con motivo de su elección como regente

En Estiria, Juan había tratado de promover la economía y las infraestructuras a través de una buena administración y mejorar así la situación de la población. Apenas tenía ideas políticas o políticas alemanas que fueran más allá de eso. Sin embargo, fue considerado popular, no solo por su comportamiento jovial entre la gente del pueblo y los agricultores, sino también por su esposa de clase media.
En junio de 1848, la Asamblea Nacional de Fráncfort discutió el establecimiento de un gobierno pangermánico, al que no había llegado el Bundestag. Durante mucho tiempo se habló de una Junta Directiva de tres personas, que podría estar formada, por ejemplo, por los "tres tíos", el archiduque Juan (tío del emperador austriaco Fernando), el príncipe Guillermo el Viejo (tío del rey prusiano Friedrich Wilhelm IV) y el príncipe Carl (tío del rey bávaro Maximiliano II). El presidente de la Asamblea Nacional, el liberal de derecha Heinrich von Gagern, finalmente propuso al archiduque Juan como regente. La Asamblea Nacional aprobó la ley de la autoridad central pertinente (el 28 de junio de 1848) con 373 a 175 votos y eligió a Juan (el 29 de junio) por 436 votos con 587 diputados presentes.
Las razones para elegir a Juan fueron:
- Una sola persona como jefe provisional del Reich representaba la unidad de Alemania mejor que una junta directiva.
- Austria era la principal potencia en Alemania en ese momento.
- Su afiliación a la aristocracia lo convirtió en partidario de los diputados de derecha.
- Los izquierdistas podrían aceptarlo debido a su popularidad.

El día de la elección, el Bundestag se apresuró a felicitar al regente por haber decidido ya a favor de Juan. Los enviados del Bundestag le transfirieron el 12 de julio de 1848 oficialmente los poderes del Bundestag. Los estados individuales que estaban detrás del Bundestag se sintieron obligados a hacerlo, de lo contrario habrían despertado la indignación de la gente. En Viena, una diputación de la Asamblea Nacional se encargó de informar a Juan de la elección, cuyo resultado aceptó.

## Tarea

Esquema del orden constitucional provisional tras la resolución de la Ley de los Poderes Centrales (28 de junio de 1848)

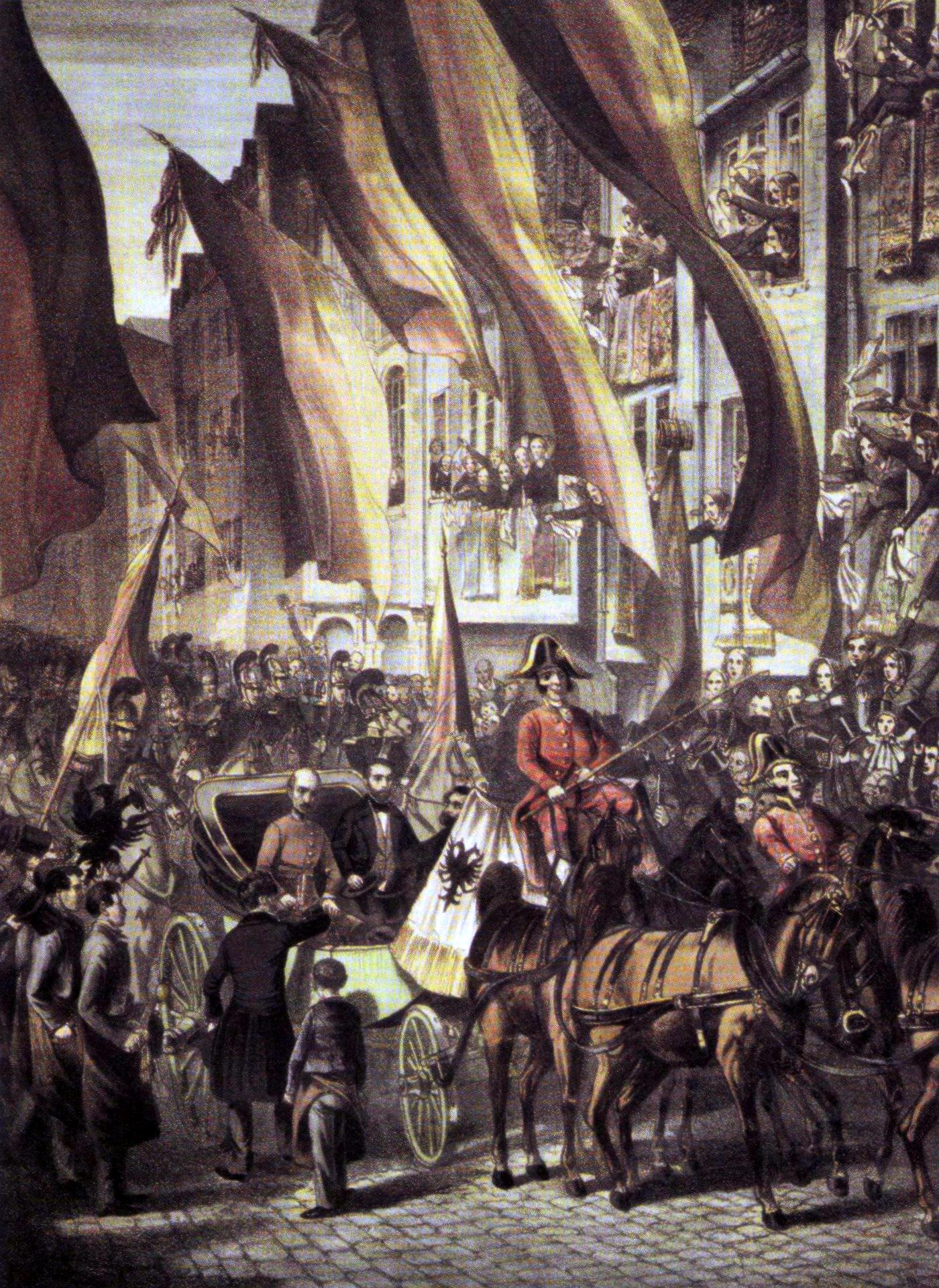
Entrada de Juan en Fráncfort, julio de 1848

### Gabinetes parlamentarios hasta mayo de 1849
Desde un principio, la Asamblea Nacional había previsto una función más representativa para el regente, por lo que había pocas opciones de acción. La tarea política real del regente del Reich era nombrar y destituir a los ministros del Reich, más tarde firmó la ley del Reich relativa a la promulgación de las leyes del Reich y los decretos de la autoridad central provisional del 27 de septiembre de 1848 las Leyes Imperiales. Esto último era esencialmente una formalidad. Juan no participó en las deliberaciones constitucionales. El regente ya estaba excluido de esto por la ley central; además, apenas tenía ideas sobre el asunto.
El primer ministerio general del Reich (Gesamt-Reichsministerium), el gabinete de Leiningen fue elaborado principalmente por Anton von Schmerling, un jurista austriaco que disfrutaba de la confianza de Juan. Durante este tiempo, el Ministerio del Reich emitió un decreto de homenaje, en el que se establecía que las tropas de los estados individuales debían subordinarse simbólicamente al regente. Los estados individuales más grandes rechazaron esto más o menos abiertamente, lo que ya indicaba la debilidad del gobierno central y la creciente contrarrevolución.
Después de la partida de Leiningen, Schmerling asumió su cargo de presidente del Consejo de ministros (Ministerrat). En diciembre de 1848 se hizo evidente que Schmerling ya no contaba con la confianza de la facción liberal de derecha Casino, ya que su programa de Alemania dirigido a Austria estaba perdiendo terreno debido a la actitud hostil de Austria. Juan tuvo entonces que nombrar a Heinrich von Gagern, aunque la relación entre ambos ya era muy tensa.

### Constitución Imperial de 1849

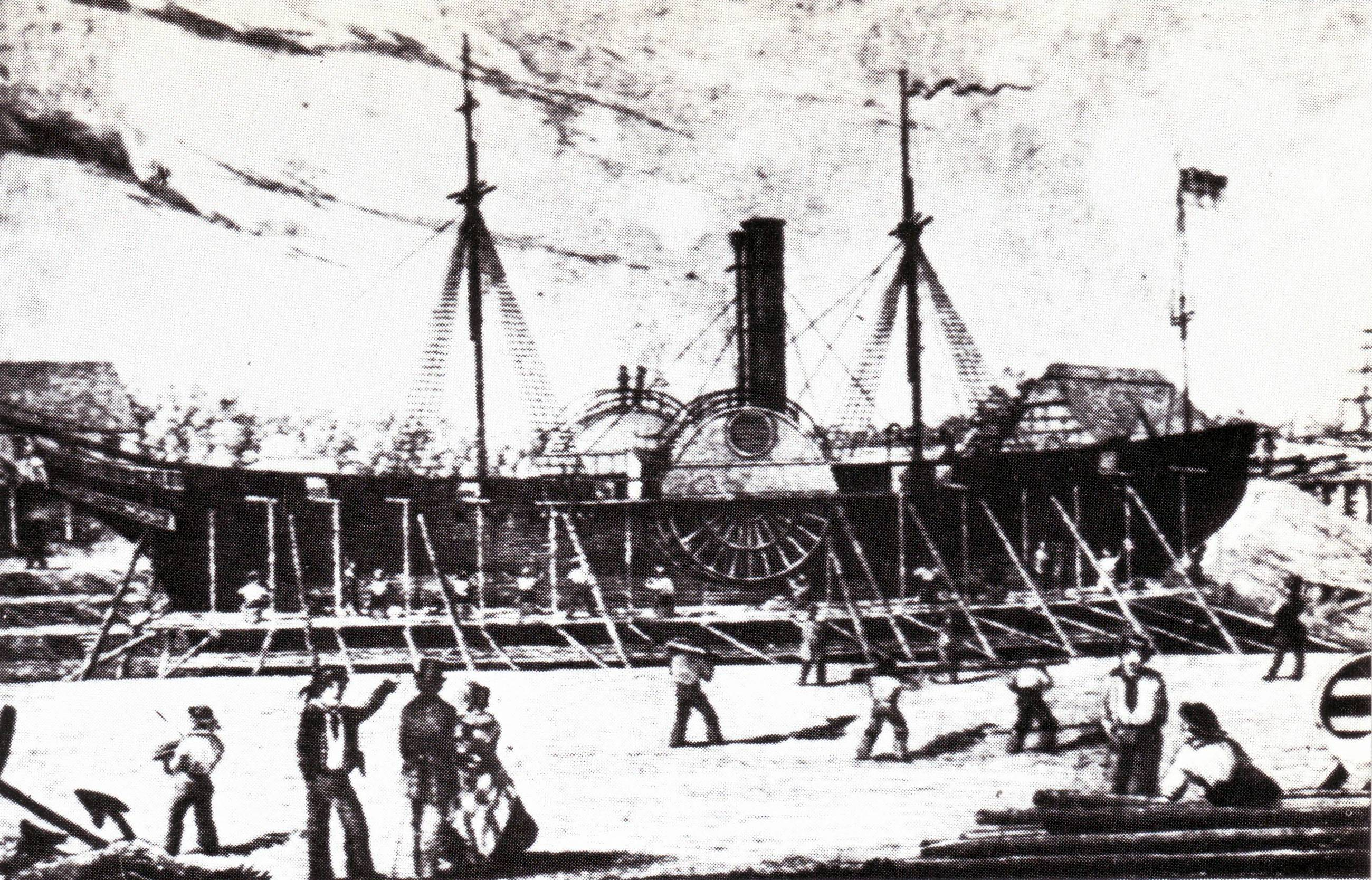
El " Archiduque Juan ", un barco de la flota imperial (Reichsflotte) que lleva el nombre del regente

Después de meses de negociaciones en la Asamblea Nacional, el ministro del Reich, el presidente Gagern, recibió una mayoría para su programa de unificación de una pequeña Alemania bajo una monarquía constitucional gobernada por el rey de Prusia, que se incluyó en la Constitución del Reich de Fráncfort del 28 de marzo de 1849. El mismo día, por la noche, Juan sorprendió al ministro de Justicia del Reich, Robert Mohl, al anunciar su renuncia. Mohl convocó a otros diputados, incluido al presidente Heinrich von Gagern, a quien le pidió que permaneciera en el cargo. En una conversación posterior con confidentes, Schmerling también aconsejó continuar para no dañar a Austria. Luego, Juan le hizo saber a Gagern que solo renunciaría si esto fuera posible sin detrimento de la paz pública.
En ese momento, el Ministerio del Reich todavía opinaba que el regente solo debería dimitir tan pronto como el Rey de Prusia asumiera realmente el poder del Reich. Los que apoyaban la solución de la Gran Alemania sospechaban que los ministros del Reich temían perder sus cargos si el regente renunciaba y luego no serían considerados en el nuevo gobierno imperial. Pronto, sin embargo, los ministros de la pequeña Alemania lamentaron que el regente se quedara, ya que de lo contrario la autoridad central podría haber sido reasignada.
Sin embargo, en abril de 1849, el rey prusiano rechazó la constitución imperial. En mayo, Gagern, y la mayoría de los diputados exigieron una acción enérgica por parte del regente para la constitución del Reich, aunque por medios legales, pero que apoyara el levantamiento revolucionario en el Palatinado y se condenaran las acciones violentas de Prusia. Juan no cumplió y se opuso a que el gobierno central apoyara la constitución, pero, sin embargo, siguió siendo regente. En cambio, Gagern renunció el 10 de mayo.
Juan instaló un gabinete bajo el conservador alemán Grävell. El 14 de mayo se recibió una moción para ver el nombramiento como un insulto a la Asamblea Nacional, con una mayoría de 191 votos a favor con sólo 12 votos en contra y 44 abstenciones. El regente ya había anunciado que seguiría en el cargo. El 18 de mayo, llegó el informe del Comité de los Treinta, que se había formado tras el rechazo de Prusia. La mayoría del comité quería una regencia imperial compuesta por cinco miembros de la Asamblea Nacional, mientras que la minoría quería un gobernador imperial, de ser posible entre las filas de los príncipes gobernantes. Una mayoría de la Asamblea Nacional votó a favor de la segunda opción (126 a 116 votos).

### Desde el final de la Asamblea Nacional mayo/junio de 1849
Debido a la amenaza a Fráncfort de las tropas enemigas, cien de los parlamentarios restantes se trasladaron a Stuttgart. El llamado Rumpfparlament entró en vigor el 6 de junio e inmediatamente establecieron una regencia imperial Reichsregentschaft. El 16 de junio, la Reichsverweserschaft de Juan la declaró ilegal, pero dos días después el gobierno de Württemberg disolvió el parlamento por la fuerza de las armas.
Prusia declaró el 24 de mayo de 1849, que las acciones de los ministros del Reich ya no tenían validez. Las tropas prusianas en Schleswig-Holstein ya no están subordinadas a Juan. Pero él insistió en seguir ejerciendo las responsabilidades según la Ley de Poderes Centrales. De septiembre a diciembre de 1849, solo se preocupó por un plan de sucesión para salvar las apariencias. Se desempeñó como un órgano meramente ejecutivo de las políticas del jefe de gobierno austríaco de Schwarzenberg. Después de unos días en mayo, el gabinete de Wittgenstein continuó ocupándose de los pocos asuntos de la autoridad central.
Ludwig von Biegeleben, subsecretario de Estado en el Ministerio de Relaciones Exteriores del Reich, desarrolló el plan para Juan de que Austria y Prusia asumieran conjuntamente los poderes de la autoridad central en una comisión central federal. El 30 de septiembre, las dos grandes potencias firmaron un tratado. Juan se unió a él el día 6 de octubre y dimitió el 20 de diciembre y destituyó a los ministros del Reich.